# Frankie Boyle
Francis Martin Patrick Boyle, meglio noto come Frankie Boyle (Glasgow, 16 agosto 1972), è un comico e sceneggiatore scozzese. Fa parte del filone britannico della black comedy, noto per il suo pessimismo e il suo senso dell'umorismo spesso controverso.
È stato un ospite permanente in Mock the week per sette serie e ha fatto apparizioni in diversi programmi tra cui Have I Got News For You, 8 Out of 10 Cats, Would I Lie To You?, You Have Been Watching, Never Mind the Buzzcocks.

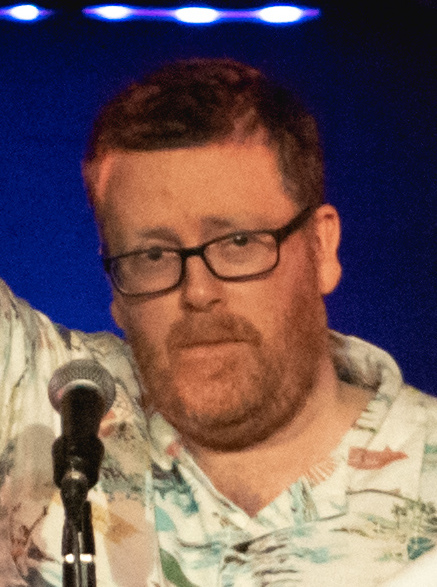
Frankie Boyle, 2020

## Videografia
- Frankie Boyle Live (2008)
- If I Could Reach Out Through Your TV and Strangle You, I Would (2010)
- The Last Days of Sodom (2012)